# Stefan Savić (1994)
Stefan Savić (Salzburg, 9 januari 1994) is een Oostenrijks voetballer die als middenvelder speelt.

## Carrière
Stefan Savić speelde van 2010 tot 2013 voor Red Bull Salzburg, waar hij twee wedstrijden in de Bundesliga speelde. Ook speelde hij in de Europa-Leaguewedstrijd tegen Metalist Charkov. In 2014 vertrok hij naar FC Liefering, wat hem eerder al een seizoen van Salzburg huurde. In 2015 speelde hij een half seizoen voor LASK Linz, waarna hij naar NK Slaven Belupo Koprivnica vertok. In de winterstop van 2017 vertok hij naar Roda JC Kerkrade. Medio 2017 vervolgde hij zijn loopbaan bij Olimpija Ljubljana, waar hij tot 2020 speelde. Hij vertrok hierna transfervrij naar Wisła Kraków.

### Statistieken
| Seizoen        | Club                        | Land           | Competitie     | Competitie | Competitie | Beker | Beker | Internationaal | Internationaal | Overig | Overig | Totaal | Totaal |
| Seizoen        | Club                        | Land           | Competitie     | Wed.       | Dlp.       | Wed.  | Dlp.  | Wed.           | Dlp.           | Wed.   | Dlp.   | Wed.   | Dlp.   |
| -------------- | --------------------------- | -------------- | -------------- | ---------- | ---------- | ----- | ----- | -------------- | -------------- | ------ | ------ | ------ | ------ |
| 2010/11        | Red Bull Salzburg           | Oostenrijk     | Bundesliga     | 0          | 0          | 0     | 0     | 0              | 0              | 0      | 0      | 0      | 0      |
| 2011/12        | Red Bull Salzburg           | Oostenrijk     | Bundesliga     | 2          | 0          | 0     | 0     | 1              | 0              | 0      | 0      | 3      | 0      |
| 2012/13        | Red Bull Salzburg           | Oostenrijk     | Bundesliga     | 0          | 0          | 0     | 0     | 0              | 0              | 0      | 0      | 0      | 0      |
| 2012/13        | → FC Liefering              | Oostenrijk     | Regionalliga   | 22         | 6          | 0     | 0     | –              | –              | 2      | 2      | 24     | 8      |
| 2013/14        | FC Liefering                | Oostenrijk     | Erste Liga     | 15         | 4          | 0     | 0     | –              | –              | 0      | 0      | 15     | 4      |
| 2014/15        | FC Liefering                | Oostenrijk     | Erste Liga     | 20         | 1          | 0     | 0     | –              | –              | 0      | 0      | 20     | 1      |
| 2014/15        | LASK Linz                   | Oostenrijk     | Erste Liga     | 14         | 0          | 0     | 0     | –              | –              | 0      | 0      | 14     | 0      |
| 2015/16        | NK Slaven Belupo Koprivnica | Kroatië        | 1. HNL         | 36         | 3          | 3     | 1     | –              | –              | 0      | 0      | 39     | 4      |
| 2016/17        | NK Slaven Belupo Koprivnica | Kroatië        | 1. HNL         | 19         | 2          | 3     | 0     | –              | –              | 0      | 0      | 22     | 2      |
| 2016/17        | Roda JC Kerkrade            | Nederland      | Eredivisie     | 0          | 0          | 0     | 0     | –              | –              | 0      | 0      | 0      | 0      |
| 2017/18        | Olimpija Ljubljana          | Slovenië       | Prva Liga      | 34         | 4          | 5     | 1     | –              | –              | –      | –      | 39     | 5      |
| 2018/19        | Olimpija Ljubljana          | Slovenië       | Prva Liga      | 35         | 7          | 5     | 5     | 8              | 0              | –      | –      | 48     | 12     |
| 2019/20        | Olimpija Ljubljana          | Slovenië       | Prva Liga      | 35         | 6          | 1     | 0     | 4              | 1              | –      | –      | 40     | 7      |
| 2020/21        | Wisła Kraków                | Polen          | Ekstraklasa    | 27         | 2          | 1     | 0     | –              | –              | –      | –      | 28     | 2      |
| 2021/22        | Wisła Kraków                | Polen          | Ekstraklasa    | 1          | 0          | 0     | 0     | -              | -              | -      | -      | 1      | 0      |
| Carrièretotaal | Carrièretotaal              | Carrièretotaal | Carrièretotaal | 260        | 35         | 18    | 7     | 13             | 1              | 2      | 2      | 293    | 45     |